# Думино (Асекеєвський район)
Ду́мино (рос. Думино) — селище у складі Асекеєвського району Оренбурзької області, Росія.

## Населення
Населення — 177 осіб (2010; 315 у 2002).
Національний склад (станом на 2002 рік):
- казахи — 38 %
- росіяни — 32 %